# Ernst Mayr
Pour les articles homonymes, voir Mayr.
Ernst Mayr, né le 5 juillet 1904 à Kempten (Allemagne), mort le 3 février 2005 à Bedford (Massachusetts), aux États-Unis, pays dans lequel il vivait depuis 1931, est un ornithologue, biologiste et généticien germano-américain.

## Biographie
À la fois naturaliste, explorateur, ornithologue et historien des sciences, il fut l'un des biologistes évolutionnistes les plus importants du XXe siècle.  Ses travaux ont contribué à la révolution conceptuelle qui a conduit à la synthèse évolutionniste moderne de la génétique mendélienne et de l'évolution darwinienne ainsi qu'au développement du concept de l'espèce biologique.
D'après Henri Atlan, il est le premier à avoir introduit la notion de programme génétique en 1961. Cette dernière a rapidement été incorporée à la théorie fondamentale de la biologie moléculaire. Dans son article, Mayr introduit cette notion en une phrase par un ensemble de généralisations :
« Le code ADN, entièrement propre à l'individu et pourtant spécifique à l'espèce de chaque zygote (la cellule œuf fertilisée), qui contrôle le développement des systèmes nerveux central et périphérique, des organes des sens, des hormones, de la physiologie et de la morphologie de l'organisme, est le programme de l'ordinateur comportemental de l'individu. »
Il reçoit la médaille Brewster en 1965 et, en 1977, la médaille Elliott Coues, conjointement avec Jean Théodore Delacour (1890-1985), toutes deux décernées par l'American Ornithological Society. Il reçoit également le prix Balzan en 1983, la médaille Darwin en 1984 et le prix international de biologie de la Japan Society for the Promotion of Science (en) en 1994 (domaine "Systematic Biology and Taxonomy"). Ernst Mayr est devenu membre étranger de la Royal Society le 30 juin 1988.
À partir de 1979, il appartient au comité de patronage de Nouvelle École.
Le dernier ouvrage d'Ernst Mayr, publié en français en 2004, est intitulé Après Darwin - La biologie, une science pas comme les autres (Paris, Dunod, 237 p.). Il est préfacé par Michel Morange, qui écrit notamment : « On ne peut que recommander cet ouvrage à tous ceux qui souhaitent avoir une présentation claire et synthétique des grands débats d'idée qui agitent la biologie contemporaine. »

## Liste partielle des publications
- Systematics and the Origin of Species, New York, Columbia University Press, 1942.
- "Wallace's Line in the light of recent zoogeographic studies", The Quarterly Review of Biology, vol. 19, n°.1, mars 1944, p. 1-14.
- Avec Jean Delacour, Birds of the Philippines, Pacific world series, New York, The Macmillan company, 1946.
- Animal Species and Evolution, Cambridge, Harvard University Press, 1963.
- Populations, Species and Evolution, Cambridge, Harvard University Press, 1970.
- Evolution and the Diversity of Life: Selected Essays, Cambridge, Harvard University Press, 1976.
- "Darwin's five theories of evolution", in David Kohn (ed.), The Darwinian Heritage, Princeton University Press, Princeton, 1985, p. 755-772.  (ISBN 0-691-08356-8).
- The Growth of Biological Thought: Diversity, Evolution and Inheritance, Cambridge, Harvard University Press, 1982 — traduit en français sous le titre de Histoire de la biologie. Diversité, évolution et hérédité, Fayard (1989) : 894 p.  (ISBN 2213018944).
- Toward a New Philosophy of Biology: Observations of an Evolutionist, Cambridge, Harvard University Press, 1988.
- "A natural system of organisms", Nature, Vol.348, No.6301, 6 décembre 1990, p. 491. DOI 10.1038/348491a0
- Avec P. Ashlock, Principles of Systematic Zoology revised, New York, McGraw-Hill, 1991.
- One Long Argument: Charles Darwin and the Genesis of Modern Evolutionary Thought, Cambridge, Harvard University Press, 1991.
- "More natural classification", Nature, vol. 353, n°6340, 12 septembre 1991, p. 122. DOI 10.1038/353122a0
- "Two empires or three?", Proc. Natl. Acad. Sci. USA, Vol.95, No.17, 18 août 1998, p. 9720–9723. DOI 10.1073/pnas.95.17.9720.
- This is Biology: The Science of the Living World, Cambridge, Harvard University Press, 1997.
- Avec Jared Diamond, Birds of Northern Melanesia: Speciation, Ecology and Biogeography, Oxford University Press, 2001.
- What Evolution Is, New York, Basic Books, 2001.
- The Biology of Race and the Concept of Equality, Daedalus, MIT press journals, Vol. 131, n°1, Winter 2002, p. 89.
- What makes biology unique? Considerations on the Autonomy of a Scientific Discipline, New York, Cambridge University Press, 2004 — traduit en français sous le titre Après Darwin. La biologie, une science pas comme les autres, Dunod (2006) : 237 p.  (ISBN 2-10-049560-7).

## Orientation bibliographique
- Walter J. Bock (1994). Ernst Mayr, Naturalist: His Contributions to Systematics and Evolution, Biology and Philosophy, 9 : 267-327.  (ISSN 0169-3867)
- (en) Walter J. Bock, « Ernest Mayr at 100: A Life Inside and Outside of Ornithology », The Auk, vol. 121, no 3,‎ 2004, p. 637-651 (lire en ligne)
- (en) Walter J. Bock, « In Memoriam : Ernst Mayr, 1904-2005 », The Auk, vol. 122, no 3,‎ juillet 2005, p. 1005-1007 (lire en ligne)
- Richard W. Burkhardt, Jr. (1994). Ernst Mayr: Biologist-Historian, Biology and Philosophy, 9 : 359-371.  (ISSN 0169-3867)
- Jean Gayon (1999). Mayr Ernst, né en 1904, Dictionnaire d'histoire et philosophie des sciences (LECOURT D. dir.), Presses universitaires de France (Paris) : 623.
- Jürgen Haffer (2004). Ernst Mayr — Intellectual leader of ornithology, Journal für Ornithologie, 145 : 163-176.
- Jürgen Haffer et Franz Bairlein (2004). Ernst Mayr — ‘Darwin of the 20th century’, Journal für Ornithologie, 145 : 161-162.
- Bert Hölldobler (2004). Ernst Mayr: the doyen of twentieth century evolutionary biology, Naturwissenschaften, 91 : 249-254.  (ISSN 0028-1042)
- Thomas Junker (2007). Ernst Mayr (1904-2005) and the new philosophy of biology, Journal for General Philosophy of Science, 38 : 1-17.  (ISSN 0925-4560)
- (en) Axel Meyer, « On the Importance of Being Ernst Mayr: “Darwin's apostle” died at the age of 100 », PLoS Biology, vol. 3, no 5,‎ 2005, p. 750-752 (lire en ligne)
- William B. Provine (2005). Ernst Mayr, a retrospective, Trends in Ecology and Evolution, 20 (8) : 411-413.
- Michael Ruse (2005). Ernst Mayr 1904-2005, Biology and Philosophy, 20 : 623-631.  (ISSN 0169-3867)

## Récompenses
- Loye and Allen Miller Research Award en 2000